# Contarinia chrysanthemi
Contarinia chrysanthemi är en tvåvingeart som först beskrevs av Jean-Jacques Kieffer 1895.  Contarinia chrysanthemi ingår i släktet Contarinia och familjen gallmyggor. Inga underarter finns listade i Catalogue of Life.